# José Tellechea Idígoras
José Ignacio Tellechea Idígoras (San Sebastián, 13 de abril de 1928 - San Sebastián, 8 de marzo de 2008) fue un historiador, teólogo y sacerdote católico español de origen vasco. Es considerado como un importante historiador del siglo XX en España, especialmente en el campo de la Historia de la Iglesia católica.

## Juventud y formación
Procedente de una familia vasca de hondas raíces cristianas, Tellechea entró en el seminario de Vitoria, entonces uno de los más importantes de España, con apenas doce años. En el seminario pronto se descubrieron sus cualidades para la investigación y el estudio, especialmente de la historia y la geografía.
Continuó su formación sacerdotal en la Pontificia Universidad Gregoriana de Roma, donde estudió Humanidades, Filosofía y Teología, además de conseguir el diploma de la Escuela Vaticana de Paleografía en 1956. Se doctoró en Historia de la Iglesia. También realizó los estudios de Historia en la Universidad Complutense de Madrid, licenciándose con premio extraordinario. Durante su estancia en Roma trabó amistad con Angelo Roncalli, futuro papa Juan XXIII.
Fue profesor, bibliotecario y rector en el seminario de San Sebastián y en el seminario Hispano-Americano de Madrid. Tras dar clase en la Facultad de Teología de Vitoria, en 1963, con treinta y cinco años, consiguió la cátedra de Historia de la Iglesia en la Universidad Pontificia de Salamanca, puesto que ocuparía hasta su jubilación en 1999.

## Estudios
Su trabajo como historiador se centró especialmente en la España del siglo de oro, realizando importantes biografías sobre Felipe II, san Francisco Javier, fray Bartolomé Carranza, Catalina de Erauso, Miguel de Molinos o san Ignacio de Loyola. La obra escrita sobre este último, Ignacio, solo y a pie (1986), traducida a seis idiomas, es considerada una de las biografías referenciales acerca del fundador de los jesuitas.
En 1979 fue nombrado «académico correspondiente» de la Real Academia de la Lengua Vasca. Fue el fundador, presidente y director del Instituto Doctor Camino de Historia Donostiarra. También era miembro de la Eusko Ikaskuntza y de las academias de la historia española, venezolana y mexicana.
Su monumental estudio sobre el arzobispo Bartolomé de Carranza y su proceso por herejía comenzó a petición del médico e historiador Gregorio Marañón, que le indicó: «Si usted me trae la transcripción de este volumen, yo me encargaré personalmente de que ingrese en la Real Academia de la Historia». Ese trabajo finalmente ocuparía 8 volúmenes en los que Tellechea trabajó hasta casi el momento de su muerte.
Escribió más de 100 libros y numerosos artículos sobre personalidades de la ciencia e historia vascas. A lo largo de su vida recibió numerosos premios, como el Teresa de Ávila en 2004 (conseguido ex-aequo con Juan Gelman), la Medalla de Oro de Andoáin en 1990 o el Premio Manuel Lekuona en 2001.

## Legado
José Ignacio Tellechea ha sido considerado como un importante historiador y humanista del siglo XX en España. El escritor abulense José Jiménez Lozano le valoraba como el historiador «que de forma más sistemática ha dado vueltas al siglo XVI y a las grandes figuras de ese tiempo».
Él mismo dirá:

«Como un trapero, he aprovechado pequeños retazos de tiempo, de todos y cualesquiera de los días. La mejor novela es la Historia real; no me gusta la historia fingida, es una falsedad»

Falleció tras una larga enfermedad en 2008, siendo enterrado en el cementerio de Ituren, junto a su familia, tras un funeral oficiado por el obispo de San Sebastián, Juan María Uriarte, el obispo de Bilbao Ricardo Blázquez Pérez y el auxiliar, Karmelo Etxenagusia, el de Vitoria, Miguel Asurmendi y el obispo emérito de San Sebastián, José María Setién. A la ceremonia acudieron numerosas personalidades vascas y el Orfeón Donostiarra interpretó el Ave María, de Javier Busto, la cantata 147, de Johann Sebastian Bach y el Agur Jesusen Ama.

## Obras
Entre sus numerosos libros destacan:
- Los sueños de Francisco de Javier, Ediciones Sígueme, 2006. ISBN 84-301-1612-5
- El otro Dn. José María,  Caja Laboral-Euskadiko Kutxa, 2005.
- Santiaguistas guipuzcoanos, San Sebastián : Kutxa Fundazioa = Fundación Kutxa, 2004. ISBN 84-7173-442-7
- Mosén Bonal: fundador y pordiosero, Ediciones Sígueme, 2004. ISBN 84-301-1524-2
- Tapices de la memoria: historia clínica 279.952, Ediciones Sígueme, 2003. ISBN 84-301-1444-0
- Fray Bartolomé Carranza de Miranda: (investigaciones históricas), Gobierno de Navarra, 2002. ISBN 84-235-2258-X
- El asedio de San Sebastián (1719) por el Duque de Berwick: una guerra dentro de otra guerra, San Sebastián : Kutxa Fundazioa = Fundación Kutxa, 2002. ISBN 84-7173-424-9
- Paulo IV y Carlos V: la renuncia del Imperio a debate, Fundación Universitaria Española, 2001. ISBN 84-7392-469-X
- El ocaso de un rey: Felipe II visto desde la nunciatura de Madrid: 1594-1598, Fundación Universitaria Española, 2001. ISBN 84-7392-478-9
- El pájaro extraño, hermano Zacarías, San Sebastián : s. n., 2000 (Astigarraga (Guipúzcoa): Michelena. ISBN 84-607-0153-0
- Estuvo entre nosotros: mis recuerdos de Juan XXIII en España, Biblioteca de Autores Cristianos, 2000. ISBN 84-7914-488-2
- El papado y Felipe II: colección de breves pontificios, Fundación Universitaria Española, 1999. ISBN 84-7392-436-3
- Corsarios guipuzcoanos en Terranova, 1552-1555, San Sebastián : Kutxa Fundaziona = San Sebastián : Fundación Kutxa, 1999. ISBN 84-7173-371-4
- Ignacio de Loyola: la aventura de un cristiano, Sal terrae, 1998. ISBN 84-293-1259-5
- Del siglo XII al Vaticano I, Ediciones SM, 1998. ISBN 84-348-6097-X
- Tolerancia y fe católica en España, Félix García López (ed. lit.), (ed. lit.)
- Los espirituales del siglo XVI español, Ediciones SM, 1994. ISBN 84-348-4495-8
- Así murió el emperador: la última jornada de Carlos V (Yuste, 21 de septiembre de 1558), Universidad Pontificia de Salamanca, 1994. ISBN 84-7299-334-5
- Doña Catalina de Erauso: la monja alférez, San Sebastián : Sociedad Guipuzcoana de Ediciones, 1992. ISBN 84-7173-205-X
- Martín Ignacio de Loyola. Viaje alrededor del mundo, Madrid, 1989. ISBN 84-7679-154-2
- "La Invencible" vista desde la Nunciatura de Madrid, Universidad Pontificia de Salamanca, 1989. ISBN 84-7299-233-0
- Otra cara de La Invencible: la participación vasca, San Sebastián : Sociedad Guipuzcoana de Ediciones y Publicaciones, 1988. ISBN 84-7173-131-2
- Sábado espiritual y otros ensayos carrancianos, Universidad Pontificia de Salamanca, 1987. ISBN 84-7299-185-7
- Molinosiana: investigaciones históricas sobre Miguel Molinos, Fundación Universitaria Española, 1987. ISBN 84-7392-287-5
- Zuloaga y Unamuno: glosas a unas cartas inéditas, Zumaya : Museo Ignacio Zuloaga, 1987. ISBN 84-7086-176-X
- Ignacio de Loyola: solo y a pie, Cristiandad, 1986. ISBN 84-7057-389-6
- Erquicia y Aozaraza: dos mártires guipuzcoanos, San Sebastián : Idatz, 1981. ISBN 84-85713-09-5
- La polémica entre el Cardenal Mendoza y el Abad Maluenda, Fundación Universitaria Española, 1980. ISBN 84-7392-162-3
- Melanchton y Carranza: préstamos y afinidades, Universidad Pontificia de Salamanca, 1979. ISBN 84-7299-068-0
- Fray Bartolomé Carranza y el Cardenal Pole: un navarro en la restauración católica de Inglaterra (1554-1558), Pamplona : Diputación Foral de Navarra, Institución Príncipe de Viana, Consejo Superior de Investigaciones Científicas, 1977. ISBN 84-235-0066-7
- Tiempos recios: inquisición y heterodoxias, Marcel Bataillon, Bartolomé Carranza, Ediciones Sígueme, 1977. ISBN 84-301-0443-7
- Las Hermanas de la Caridad de Santa Ana y el Hospital de Nuestra Señora de Gracia de Zaragoza. Documentos históricos I. Extractos de los Libros de Sitiadas (1807-1858), Zaragoza, Hermanas de la Caridad de Santa Ana, 1968.